# V.Ships
V.Group Limited, mit seiner Tochter V.Ships mit Sitz in St Johns auf der britischen Isle of Man, ist laut eigenen Angaben der weltweit größte Anbieter von Schiffsmanagement-Dienstleistungen. Der privat geführte Konzern bereederte im Jahre 2008 eine Flotte von über 1.000 Schiffen. Weltweit in 70 Büros mit 1.600 Mitarbeitern präsent, beschäftigt das Unternehmen derzeit über 24.000 Personen an Bord von Schiffen.

## Geschichte
Bereits im Jahre 1984 fasste der russischstämmige und von Monaco aus operierende Reeder Boris Vlasov die zahlreichen sowohl von ihm selbst als auch zuvor von seinem Vater Alexandre Vlasov gegründeten Schifffahrts-Unternehmen unter einem Mutterkonzern namens V.Group zusammen. Das international bekannteste und auch bedeutsamste Unternehmen des Konzerns war Sitmar-Lines, das zwischen 1938 und 1988 die weltweite Kreuzschifffahrt und auch den Passagier-Schiffbau wesentlich mitbestimmte.
Nach dem Tod von Boris Vlasov im Jahr 1988 führten die Erben, die zur römischen Familie Lefebvre gehören, den Konzern unter den Namen V.Group bzw. V.Ships. Sie entwickelten ihn zu einem globalen Unternehmen auf dem Gebiet der Dienstleistungen für die Schifffahrt. Im Juli 2011 wurde der Konzern von OMERS Private Equity, der Private-Equity-Tochter des staatlichen kanadischen Pensionsfonds Ontario Municipal Employees’ Retirement System (OMERS), übernommen.

## Aktivitäten
V.Ships bietet über diverse Gesellschaften zahlreiche Dienstleistungen in der Schifffahrt an.

### Ship Management & Manpower Services
V.Ships mit Sitz in Monaco ist Anbieter von Schiffsdienstleistungen für mehr als 1000 Schiffe. Dazu zählt die Bereederung von Tankern, Containerschiffen und Forschungsschiffen durch weltweite Büros.
- Durch V.Ships Leisure mit Büros in Monaco, Miami, Singapur und Southampton deckt V.Ships den Freizeitsektor ab und bietet integriertes Deck- und Maschinenmanagement sowie Hotellerieservice für Kreuzfahrtschiffe, Fähren, Jachten und andere Passagierschiffe an. Hinzu kommen Beratungsleistungen für den Umbau und die Sanierung von Kreuzfahrtschiffen.
- Die Tochter V. Hospitality bietet Gastronomieservice für die Kreuzfahrt-, Fähr- und Megayachtindustrie an. Die Leistungen gliedern sich in Hotelmanagement, Personaleinstellung und -entwicklung, Catering und Beratung.
- Durch das Gemeinschaftsunternehmen V.Delta mit Büros in Monaco und Raisio, an dem V.Ships und die finnische Deltamarin Group zu jeweils 50 Prozent beteiligt sind, wird ein Dienstleistungsangebot für den Umbau von Schiffen angeboten.
- V.Ships Manpower Supply ist der größte Arbeitgeber in der internationalen Seefahrt mit über 24.000 Beschäftigten an Land, Offshore-Anlagen oder auf See. Angeboten werden Personallösungen für maritimer Aufgaben für Eigentümer und Betreiber von Schiffen und Bohrinseln sowie Werften.
- Über das Unternehmen V.Ships Catering werden täglich mehr als 20.000 Mahlzeiten für die Seeleute auf Tankern, Containerschiffen, RoRo-Schiffen und Massengutfrachtern sowie andere Angestellte an Standorten auf der ganzen Welt bereitgestellt. V. Ships Catering wurde 2002 als First-Class-Catering-Geschäft für Frachtschiffe auf der Grundlage der Fahrgastschiffmodelle im Laufe der Jahre durch V.Ships Leisure gegründet.

### Marine & Offshore Services
Das Leistungsspektrum der Marine & Offshore Services umfasst Personal- und Vermögensmanagement für den Energiesektor, Wartung und Reparatur, technische Beratung, Logistik, Ausbildungs, Versicherungen, Brückenkommunikation und Unterwasserreparaturen für Eigentümer und Betreiber von Schiffen, Werften, Öl- und Gasförderer sowie Entwickler und Betreiber von Offshore- und Küstenprojekten.
Zu Marine & Offshore Services gehören die folgenden Tochterfirmen: V.Ships Agency, Marlins, SeaSolve Marine Logistics, SeaSquad, SeaTec Engineering, The Adjusting Group, UMC und Offshore Services.
- V.Ships Agency mit Sitz in Dubai und Büros in Seehäfen weltweit bietet ein Komplettangebot an Dienstleistungen für Eigentümer, Betreiber, Charterer und Manager von ULCCs (Ultra Large Crude Carrier), Kreuzfahrtschiffen und Jachten.
- Marlins ist Anbieter von Englisch-Sprachunterricht und computergestützten Trainingsprogrammen, die alle Aspekte der seemännischen Aufgaben umfassen.
- SeaSolve Marine Logistics widmet sich der Beschaffung und Anlieferung sämtlicher in der Schifffahrt benötigter Ersatzteile unter Berücksichtigung von speziellen Havariesituationen und Schiffsbewegungen. Büros befinden sich in Amsterdam, Dubai, Genua, Glasgow, Gothenburg, Hamburg, Helsinki, Hong Kong, Houston, Incheon, Kastrup, London, Miami, Nizza, Osaka, Oslo, Rotterdam, Shanghai, Singapur.
- SeaTec Engineering mit Sitz in Glasgow und Büros in Dubai, London, Shanghai und Singapur bietet eine umfassende Palette von Dienstleistungen und Produkten für Schifffahrt, Offshore- und Rüstungsindustrie. Das Leistungsspektrum umfasst Ingenieurleistungen, Reparatur, Überwachung und Sicherheit, Umwelt- und Risikomanagement.
- UMC mit Sitz in Southampton bietet ein globales Netzwerk von spezialisierten Dienstleistungen für die Reparatur und Wartung von Unterwasserbereichen an. Die Leistungen umfassen unter anderem Reparaturen von Unterwasser-Plattformen, Einbau- und Austausch, Nass-Schweißarbeiten, Dichtungen, Beschichtungs- und Klebstoffauftrag. Büros befinden sich in Plymouth, Southampton, Antwerpen, Rotterdam, Hamburg, Kopenhagen, Lissabon, Gibraltar, Algeciras, Barcelona, Marseille, Livorno, Civitavecchia, Malta, Piraeus, Bergen, Las Palmas, Istanbul, Alexandria, Cape Town, Durban, Karachi, Mumbai, Singapur, Jakarta, Freemantle, Sydney, Hong Kong, Shandong, Qingdao, Ulsan, Hiroshima und Kobe.
- Offshore Services bietet mit Büros in London, Monaco und Stavanger das gesamte Spektrum von Dienstleistungen an, die Offshore-Unternehmen benötigen.

Weiterhin ist V.Ships mit SeaSupplier an Marcas (Marine Contracting Association Limited), einer Interessengemeinschaft maritimer Unternehmen zum Zwecke von Vertragsverhandlungen und zur Erzielung wettbewerbsfähiger Preise für Verbrauchsmaterialien wie Schmierstoffe, Chemikalien, Gase, Schweiß- und Kühlmittel, Farbstoffe für Unterwasser- und Trockendock-Beschichtungen, Treibstoffe und Ersatzteile, Kommunikationsleistungen, An- und Abreise der Besatzungen, Wetter- und Routingtabellen und Drogen- und Alkoholtests, beteiligt.

### V.Navy
Über V.Navy mit weltweiten Büros bietet Dienstleistungen für Seestreitkräfte:
- „Through-Life Management“, durch das V.Navy vor dem Hintergrund von Budgetkürzung den Dienstleistungen zur Optimierung der Kosten, Reduzierung von Service-Zeiten, Verbesserung der Flotten-Nachhaltigkeit und der technischen Ausrüstung anbietet.
- „Financing Solutions“; von der Studie bis hin zur Entsorgung bietet V. Marine Lösungen für die Optimierung der Finanzierung unter Berücksichtigung der normalen Alterung der Flotten und Basen.
- V.Navy Ship Recycling bietet Leistungen, die Abwrackung europäischer Militärschiffe erforderlich sind.
- V.Navy Security at Sea hat Dienste zur Analyse von Sicherheitsrisiken und -lücken entwickelt.

### Capital Services
Capital Services bietet kommerzielle und finanzielle Dienstleistungen, einschließlich einer Vielzahl von Verkaufs- und Leaseback-Optionen mit Büros in Hamburg, London, Shanghai und Singapur.
- V.Ships Financial bietet Finanzierungslösungen für alle Schiffstypen vom Kreuzfahrtschiff bis zum FPSO-Spezialschiff (Floating, Production, Storage und Off-Loading System). Im deutschen Kapitalmarkt agiert V.Ships Financial u. a. über das Joint Venture AL Ships mit der KGAL Gruppe aus Grünwald bei München.
- V.Ships Brokers agiert als Schiffsmaklers. Büros von V.Ships Brokers befinden sich in London und Shanghai.